# Káros az egészségre
A Káros az egészségre a Junkies nevű punk rock együttes  1995-ben kiadott, második albuma.

## Az album dalai
1. Intro (0:49)
2. Mindenem a tiéd (3:19)
3. Tovább... (2:18)
4. Vesztettél (4:07)
5. Ki vagyok én? (2:27)
6. Vigyél át (3:31)
7. Ez csak a valóság (4:44)
8. Félsz (2:01)
9. Hagyj így! (4:25)
10. Akupunktúra (2:15)
11. Gumilány (2:32)
12. Elveszve (3:25)
13. Mindenki énekel (3:35)
14. One punch (2:59)

## Közreműködők
- Szekeres András – ének
- Barbaró Attila – gitár
- Riki Church – basszusgitár
- Jódli – dobok